# Pod Szosą (Akwizgran)
Pod Szosą – część wsi Akwizgran w Polsce, położona w województwie świętokrzyskim, w powiecie kieleckim, w gminie Strawczyn.
W latach 1975–1998 Pod Szosą administracyjnie należało do województwa kieleckiego.